# C16H14O
化学式C16H14O（摩尔质量：222.28 g/mol）可以指以下化合物：
- 蒽乙醚
  - 9-乙氧基蒽，CAS号：6487-28-1
- 菲乙醚
  - 9-乙氧基菲，CAS号：21571-63-1
- 缩二苯乙酮（Dypnone），CAS号：1322-90-3

|  | 这个同类索引页列出了具有相同分子式的化学物（即同分異構體）条目。 除非您是有意链接至本页，否则应将相应条目的内部链接指向正确的条目。 |